# Hanušovce nad Topľou
Hanušovce nad Topľou és una ciutat d'Eslovàquia. Es troba a la regió de Prešov, al nord del país.

## Història
La primera referència escrita de la vila data del 1332.

## Demografia
| Godina             | 1994 | 2004   | 2014   | 2024   |
| ------------------ | ---- | ------ | ------ | ------ |
| Nombre de persones | 3456 | 3668   | 3752   | 3728   |
| Diferència         |      | +6,13% | +2,29% | −0,63% |

| Godina             | 2023 | 2024   |
| ------------------ | ---- | ------ |
| Nombre de persones | 3730 | 3728   |
| Diferència         |      | −0,05% |

## Ciutats agermanades
- Dębica, Polònia
- Nozdrzec, Polònia
- Velká Bíteš, República Txeca

1. 1 2  «Počet obyvateľov podľa pohlavia - obce (ročne) [om7101rr_obce=AREAS_SK]».   Statistical Office of the Slovak Republic, 31-03-2025. [Consulta: 31 març 2025].